# Заложница 3
«Заложница 3» (англ. Taken 3) — остросюжетный боевик режиссёра Оливье Мегатона по сценарию Люка Бессона и Роберта Марка Кэмена, продолжение фильмов «Заложница» и «Заложница 2». В главных ролях — Лиам Нисон, Мэгги Грейс и Фамке Янссен. 16 декабря 2014 года был проведён закрытый тестовый показ фильма в Берлине. Выход в прокат состоялся в 2015 году: 9 января — в США, 15 января — в России.
Хотя фильм завершает трилогию, в 2015 году было заказано производство телесериала-приквела о юности Брайана Миллса во время его службы в ЦРУ.

## Сюжет
Бывший сотрудник ЦРУ Брайан Миллс навещает свою дочь Ким, чтобы вручить подарок на день рождения. После неловкого визита он приглашает свою бывшую жену Ленор на ужин. Несмотря на отказ, позже она появляется в его квартире и рассказывает ему о своих семейных проблемах, но говорит, что хочет, чтобы все получилось. Позже её муж, Стюарт, говорит Брайану, чтобы он никогда больше не виделся с ней. Стюарт тайно использует телефон Брайана, чтобы договориться о встрече с Ленор, делая вид, что Брайан отправил, а затем удалил сообщение. Когда она приходит на фиктивную встречу, её похищают.
На следующее утро Брайан получает сообщение от Ленор с просьбой встретиться за завтраком. Когда Брайан возвращается домой, он обнаруживает бездыханное тело Ленор. Подразделения полиции Лос-Анджелеса немедленно появляются, чтобы арестовать его, но Брайан вырубает двух офицеров, ведет других офицеров в погоню по окрестностям, исчезает в канализационной системе и убегает. Тем временем инспектор Фрэнк Доцлер изучает биографию Брайана.
Брайан добирается до безопасного места, оборудованное оружием и системой наблюдения. Он прослеживает последние передвижения Ленор до заправочной станции и получает запись с камер наблюдения, на которой видно, как её похищают мужчины с характерными татуировками на руках. Детективы полиции Лос-Анджелеса прибывают, чтобы арестовать его, но Брайан угоняет полицейскую машину и загружает телефонные записи из базы данных полиции Лос-Анджелеса на флэш-накопитель. Он связывается с Ким на похоронах Ленор с помощью камеры, спрятанной в костюме его друга Сэма, и инструктирует её придерживаться своего очень предсказуемого графика. Брайан договаривается встретиться с ней позже и удаляет жучок, который Доцлер неосознанно установил на неё. Ким говорит Брайану, что она беременна, и что Стюарт ведет себя странно и нанял телохранителей.
Брайан преследует машину Стюарта, но внедорожник устраивает ему засаду, сталкивая его машину с обрыва. Брайан выживает, угоняет другую машину и следует за нападавшими в придорожный винный магазин. Брайан убивает мужчин, затем похищает и допрашивает Стюарта, используя пытку водой. Стюарт признается, что его бывший деловой партнёр и бывший оперативник спецназа Олег Маланков убил Ленор, потому что Стюарт должен ему деньги; Стюарт раскрыл личность Брайана Маланкову из ревности.
С помощью своих старых коллег и Стюарта Брайан проникает в хорошо охраняемый пентхаус Маланкова. После того, как Брайан убивает охранников Маланкова и сражается с хозяином, смертельно раненный Маланков показывает, что Стюарт спланировал убийство Ленор и подставил Брайана в рамках деловой сделки по сбору полиса страхования жизни на 12 000 000 долларов. Маланков добавляет, что когда Стюарту не удалось убить Брайана, он использовал его, чтобы попытаться убить Маланкова, чтобы Стюарт мог сохранить страховые деньги.
Тем временем Стюарт похищает Ким, намереваясь сбежать с деньгами. Преследуемый полицией, Брайан прибывает в аэропорт на машине Маланкова, когда частный самолёт Стюарта готовится к взлету. Пожертвовав машиной, Брайан одолевает Стюарта. Вняв мольбам Ким, Брайан не убивает Стюарта, но предупреждает его о возмездии, если он избежит правосудия или получит мягкий тюремный срок. Доцлер и полиция Лос-Анджелеса прибывают и арестовывают Стюарта, в то время как Брайан оправдан.
После этого Ким говорит Брайану, что хочет назвать своего ребёнка в честь матери, если это будет девочка.

## В ролях
| Актёр           | Роль                                                |
| --------------- | --------------------------------------------------- |
| Лиам Нисон      | Брайан Миллс (бывший агент американских спецслужб)  |
| Мэгги Грейс     | Ким Миллс (дочь Брайана)                            |
| Фамке Янссен    | Ленор «Ленни» Миллс-Сент-Джон (бывшая жена Брайана) |
| Форест Уитакер  | инспектор Фрэнк Доцлер                              |
| Джон Гриз       | Марк Кейси                                          |
| Леланд Орсер    | Сэм Гилрой                                          |
| Дэвид Варшофски | Берни Харрис                                        |
| Джонни Уэстон   | Джими (парень Ким)                                  |
| Дугрей Скотт    | Стюарт Сент-Джон                                    |
| Сэм Спруэлл     | Олег Маланков                                       |
| Дон Харви       | детектив Гарсия                                     |
| Дилан Бруно     | детектив Смит                                       |
| Эл Сапиенца     | детектив Джонсон                                    |
| Эндрю Ховард    | Максим (русский киллер)                             |
| Чэд Донелла     | Филлипс (офицер полиции, конвоир Брайана)           |
| Уоллес Лэнгэм   | Майк                                                |

## Создание

### Предпроизводство
28 сентября 2012 года Лиам Нисон объявил, что третьего фильма, скорее всего, не будет. 9 октября 2012 сценаристы «Заложницы 2» Люк Бессон и Роберт Марк Кэмен рассказали Hollywood.com, что 20th Century Fox хочет сделать третий фильм, но он будет идти в другом направлении. 24 июня 2013 стало известно, что Нисон вернётся к роли Брайана Миллса и получит за фильм гонорар в размере 20 миллионов долларов. 29 января 2014 Deadline.com сообщил, что фильм будет снимать Оливье Мегатон, а Форест Уитакер ведёт переговоры по поводу роли в фильме. 12 марта 2014 Мэгги Грейс присоединились к актёрскому составу, а на следующий день — Фамке Янссен. 24 марта 2014 было объявлено, что в фильме также снимутся Леланд Орсер и Джон Гриз. 31 марта 2014 Джонни Уэстон подписался на роль парня Ким.

### Съёмки
Съёмки начались 29 марта 2014 в Лос-Анджелесе. С 24 по 25 апреля 2014 съёмки проходили в Newton College & Career Academy в Ковингтоне, Джорджия. Также фильм снимался в Атланте.